# Владимир Торбица
Владимир Торбица (Сомбор, 20. септембар 1980) је бивши српски фудбалер.

## Каријера
Торбица је рођен у Сомбору, од отац и мајке (девојачки Безбрадица) који су из Станишића.
Фудбал је почео да игра у сомборском Радничком где је проша све млађе селекције клуба и са непуних 16 година је дебитовао за сениорску екипу сомборског друголигаша у том периоду. Каријеру је наставио у Младости из Апатина која се тада такмичила у Другој лиги, а потом и у суперлигашком друштву. У клубу из Апатина, Торбица је провео тачно деценију, где је био капитен, да би након иступања овог клуба из Суперлиге по окончању сезоне 2006/07, на позив председника Драгана Симовића прешао у редове трећелигаша Златибор воде. Клуб из Хоргоша је одмах из трећег ранга прешао у други, а потом се фузионисао са Спартаком и након једне сезоне у Првој лиги Србије стигао до Суперлиге. Торбица je 12 година остао веран клубу из Суботице, а капитенску траку носио је деценију. Одиграо је укупно 357 утакмица у плаво-белом дресу и постигао 51 гол. По окончању такмичарске 2018/19. је објавио крај професионалне каријере. Торбица се у зиму 2020. године поново активирао и заиграо у шестолигашу из сомборске општине СУ Станишић 1920.